# 持法寺
持法寺（じほうじ）は、東京都港区にある法華宗陣門流の寺院。

## 歴史
1655年（明暦元年）、日祐によって開山された。日祐は立行寺第2世住職であったが、隠居寺として建てたのが当寺の起源である。
立行寺は大久保彦左衛門ゆかりの寺であり、当寺の檀家には大久保家の傍系の家もある。
当寺には「鈴木百度日恵積之良之墓」がある。遊女白糸と情死したことで伝説となった鈴木主水の墓といわれているが、この墓の主は79歳で亡くなっており、鈴木主水とは無関係である。作家の井伏鱒二の墓や吉行淳之介の分骨墓がある。

## 交通アクセス
- 外苑前駅より徒歩2分。